# 新巴82M線
新巴82M線是香港東區一條已取消的巴士路線，來往柴灣站及小西灣（藍灣半島）的巴士，主要為小西灣及柴灣的乘客於日間提供接駁港鐵的巴士服務。本線祇於星期一至五行走，星期六、日及公眾假期不設服務。

## 歷史
新巴於《2010-2011年度東區巴士路線發展計劃》內建議開辦82M線，因應84M非繁忙時間客量偏低，作出更改路線而成，以配合抽調車輛開辦新線82X。原有的計劃袛提供星期一至五早上繁忙時間，以兩部人力車觀光巴士（行走H1線及H2線的富豪奧林比安11米，車隊編號VA51-55）行走，來回程不途經小西灣邨及富景花園一帶，但受到區議會反對。
後來於2010年4月，新巴在東區區議會公共交通聯絡小組會議中，提出修訂建議，包括將服務時間延長至下午四時許，早上繁忙時間後改派一部非開蓬巴士行走，行車路線回復原有84M的行車路線，但不再停靠漁灣邨及環翠邨，建議得到區議會通過。
2010年8月23日，本路線正式投入服務，取代84M，以柴灣站作總站，小西灣（藍灣半島）作循環點，原有早上富欣花園的特別服務亦改為袛提供星期一至五早上單程服務。
2010年12月3日，加停環翠商場。
2014年9月至11月佔領中環期間，由於多條小西灣來往銅鑼灣、灣仔、金鐘及中環的巴士路線受封路影響，大批小西灣居民改搭港鐵，導致小西灣來往柴灣站的人流大幅上升。故此新巴加強本線服務、加密班次，並一度延長服務時間至晚上11點，令本線成為佔領中環期間特別交通安排中僅有兩條路線加強服務（另一條為城巴85線杏花村至小西灣段）。
2018年9月10日：增設實時抵站時間查詢服務。
2020年8月3日起至2021年6月23日；2022年1月17日至4月21日，受疫情影響，82M縮短服務時間，09:00-16:20期間暫停服務。 
2021年8月2日：取消由富欣花園開出之特別班次。
2022年8月15日：因客量偏低而取消服務。

## 服務時間及班次
| 柴灣站開   | 柴灣站開                                 | 小西灣（藍灣半島）開（大約） | 小西灣（藍灣半島）開（大約）             |
| 日期       | 開出時間                                 | 日期                         | 開出時間                                 |
| ---------- | ---------------------------------------- | ---------------------------- | ---------------------------------------- |
| 星期一至五 | 07:20、07:40、08:00、08:20、08:40        | 星期一至五                   | 07:00、07:20、07:35、07:55               |
| 星期一至五 | 09:00、09:40、10:20、11:00、11:40、12:20 | 星期一至五                   | 08:15、08:35、08:55、09:15、09:55、10:35 |
| 星期一至五 | 13:00、13:40、14:20、15:00、15:40、16:20 | 星期一至五                   | 11:15、11:55、12:35、13:15、13:55、14:35 |
|            |                                          | 星期一至五                   | 15:15、15:55、16:35                      |

星期六、日及公眾假期不設服務

## 收費
全程：$4.3

## 使用車輛
本線是唯一有使用空調開篷巴士行走的非旅遊路線。為善用巴士資源，早上繁忙時間派出3輛「人力車觀光巴士」的2002年丹尼士三叉戟12米開蓬空調巴士（1215-1219）行走。
在早上繁忙時間後，這些開篷巴士會前往天星碼頭，回到H1線，而1部雙層空調巴士則會接手行走此路線至尾班車為止，然後調往82X線服務。
受疫情影響，H1暫停服務，初期仍派出開篷巴士行走，但至2020年2月26日起暫停派出開篷巴士，所有班次改以普通巴士行走，而至5月起部分班次更改以單層巴士行走。直至10月起因H1恢復服務才恢復派出開篷巴士，使用Enviro 500（5550-5552）行走，但後來因H1線再度停駛而於12月起暫停派出開篷巴士，改以單層巴士和Enviro 400（3800-3859）行走，至2021年2月22日起才恢復派出開篷巴士行走。2021年6月24日本線恢復原本服務時間後，開篷巴士開始在本線全日行走。

## 行車路線
柴灣站開經：吉勝街、柴灣道、小西灣道、小西灣（藍灣半島）公共運輸交匯處、小西灣道、柴灣道、東區走廊及寧富街。

### 沿線車站
| 柴灣站開               | 柴灣站開           | 柴灣站開                         |
| 序號                   | 車站名稱           | 位置                             |
| ---------------------- | ------------------ | -------------------------------- |
| 1                      | 柴灣站 (地鐵站)    | 柴灣站公共運輸交匯處             |
| 2                      | 常安街             | 柴灣道                           |
| 3                      | 富欣花園           | 小西灣道                         |
| 4                      | 富怡道             | 小西灣道                         |
| 5                      | 富景花園           | 小西灣道                         |
| 6                      | 小西灣（藍灣半島） | 小西灣（藍灣半島）公共運輸交匯處 |
| 7                      | 富景花園           | 小西灣道                         |
| 8                      | 小西灣邨           | 小西灣邨巴士總站                 |
| 9                      | 曉翠街             | 小西灣道                         |
| 10                     | 富城閣             | 柴灣道                           |
| 繁忙時間 11            | 樂軒臺             | 柴灣道                           |
| 繁忙時間12 正常時間11  | 環翠商場           | 柴灣道                           |
| 繁忙時間 13 正常時間12 | 柴灣站 (地鐵站)    | 柴灣站公共運輸交匯處             |

註：
1. 有 * 之車站祇限09:00前由柴灣站開出的班次停靠

## 營運狀況
由於小西灣地區沒有港鐵服務，加上該區與柴灣東地區與柴灣站徒步距離甚遠，因此來往兩地的交通需求不低。但因受到香港島專線小巴47M線的競爭（該線班次密且收費較便宜）及新巴和城巴開辦了多條來往小西灣的點到點特快巴士路線，因此除了繁忙時間外，本線的客量非常不理想。不過，由於新巴設有長者半價優惠而專線小巴47M線的營辦商只設有長者$0.5車費優惠（直至2015年3月29日起小巴才設長者／殘疾人士八達通$2乘車優惠），所以對於不少不趕時間的長者，他們寧可多等一會，都會選擇乘搭本線。

## 外部連結
- 新巴官方路線資料：82M （页面存档备份，存于）
- 新巴官方路線資料：82M（特別班次） （页面存档备份，存于）
- 新巴官方網站82M線資料（PDF版） （页面存档备份，存于）
- 新巴官方網站82M線（特別班次）資料（PDF版） （页面存档备份，存于）
- i-busnet－港島區路線82M線資料 （页面存档备份，存于）